# كأس نيوزيلندا 2004
كأس نيوزيلندا 2004 (بالإنجليزية: 2004 Chatham Cup)‏ هو موسم من كأس نيوزيلندا. فاز فيه ميرامار رينجرز ‏.